# Lund község (Svédország)
Lund község (svédül: Lunds kommun) Svédország 290 községének egyike. A község jelenlegi formáját  1974-ben nyerte el.

## Települései
A községben 9 település (Tätort) található. A települések és népességük:
| Település       | Népesség | Megjegyzés         |
| --------------- | -------- | ------------------ |
| Lund            | 76 188   | a község székhelye |
| Södra Sandby    | 5941     |                    |
| Dalby           | 5517     |                    |
| Veberöd         | 3717     |                    |
| Genarp          | 2647     |                    |
| Idala           | 739      |                    |
| Stångby         | 677      |                    |
| Torna Hällestad | 572      |                    |
| Revingeby       | 538      |                    |

## Külső hivatkozások
- Hivatalos honlap (svéd, angol)